# Picus canus
Il picchio cenerino (Picus canus) è un uccello facente parte della famiglia dei Picchi.

## Distribuzione e habitat
È autoctono e stanziale di tutte le regioni dell'Europa centrale, dalla Francia fino alla Russia. In Italia è visibile soprattutto nelle regioni alpine orientali, principalmente in Trentino-Alto Adige.

### Riproduzione

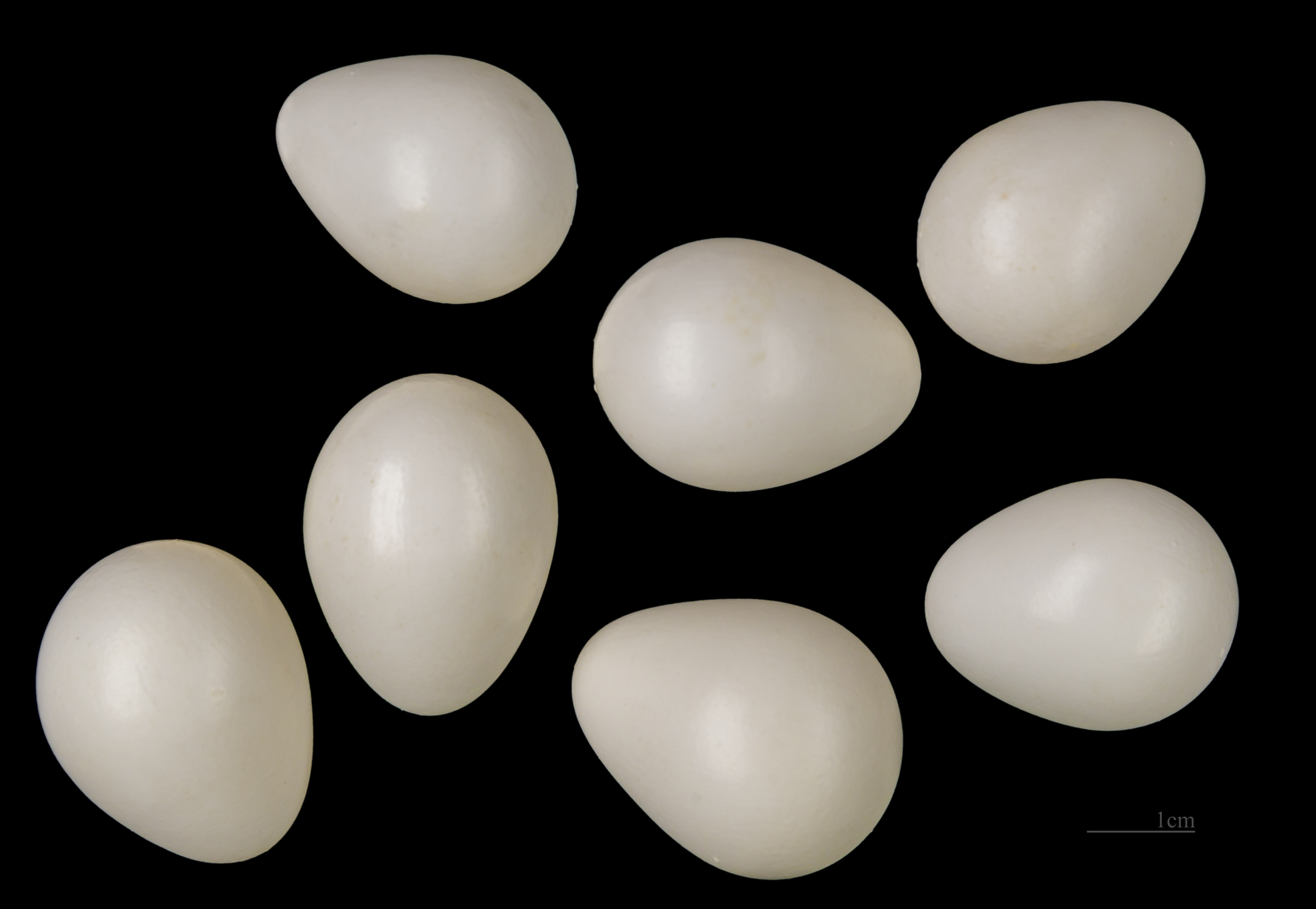
Picus canus

## Status e conservazione
Come tutti i picchi è specie particolarmente protetta ai sensi dell'art. 157/92.

## Galleria d'immagini

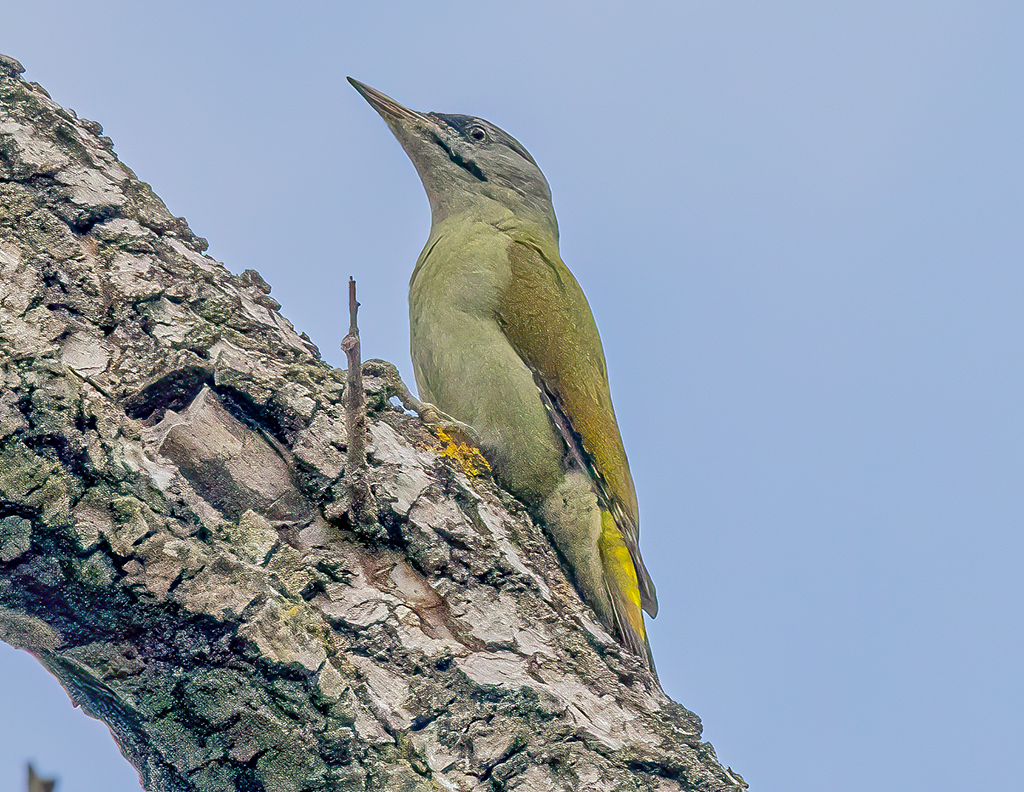
Picchio cenerino (Picus canus)
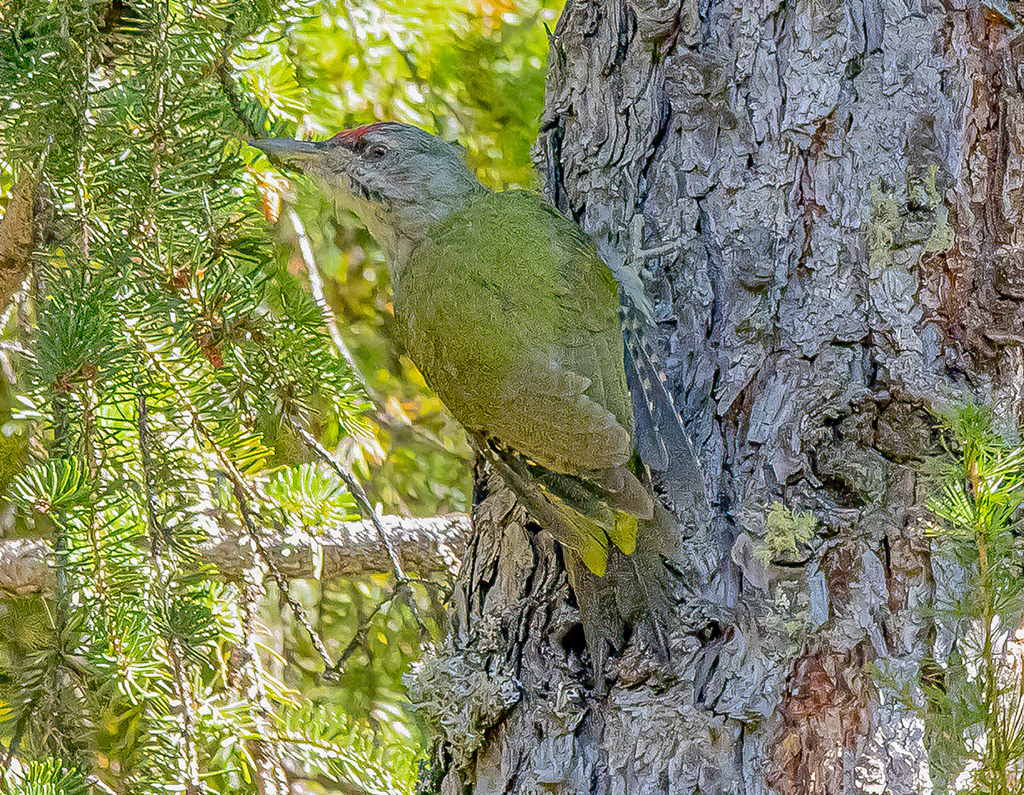
Picchio cenerino (Picus canus)